# Graafschap Oldenburg
Het graafschap Oldenburg was een graafschap binnen het Heilige Roomse Rijk. Het bestond van 1108 tot 1774 toen het statuut van het gebied verhoogd werd tot hertogdom Oldenburg.

## Geschiedenis

### Verenigd Oldenburg tot de deling
In 1108 werd Ommeresburg/Ammerburg voor het eerst vermeld, maar reeds om 800 moest er een nederzetting zijn geweest. Omstreeks 1270 ontstond er rond de burcht een stad. Sinds de twaalfde eeuw was Oldenburg het middelpunt van een graafschap in het oude hertogdom Saksen. De graven stamden mogelijk van Widukind van Saksen af. In 1180 hadden zij het graafschap als rijksleen, maar die status werd niet algemeen erkend.
Reeds eerder, omstreeks 1140 werd het gebied opgedeeld:
- Oldenburg-Oldenburg: het land Wurden, goederen in de westelijke Lerigouw en in de Hasegouw, grafelijke rechten in de Ammergouw.
- Oldenburg-Wildeshausen (uitgestorven 1388): goederen in de oostelijke Lerigow, Ammerland, Friesland, voogdij Rastede.

### Opgedeeld Oldenburg
Het Huis Oldenburg-Wildeshausen splitste zich in  1199 in de linie Oldenburg-Wildeshausen en de linie Oldenburg-Bruchhausen.De laatste tak splitste zich in 1234 op in Neu-Bruchhausen en Alt-Bruchhausen. In 1254 verliezen zij Vechta aan het prinsbisdom Münster. Na het uitsterven van de tak Wildeshausen in 1270 kwam dit gebied als teruggevallen leen aan het prinsbisdom Bremen. Neu-Bruchhausen werd in 1384 verkocht aan het graafschap Hoya. Het gebied kwam door het huwelijk van Helena met graaf Nicolaas van Tecklenburg aan dat graafschap.
Het huis Oldenburg-Oldenburg veroverde door oorlogen met de Stedinger boeren de gebieden rond Söderbrok, Holle, Berne, Hammelwarden en Elsfleth. Om dit gebied goed te kunnen beheersen werd tussen 1247 en 1259 de burcht Delmenhorst gebouwd. Deze nieuwe gebieden kwamen vervolgens bij de deling van 1272 aan een nieuwe zijlinie Oldenburg-Delmenhorst.
Het huis Oldenburg-Delmenhorst werd veiliggesteld door het huwelijk van Adelheid van Oldenburg-Delmenhorst met Diederik van Oldenburg. Dit verzekerde de terugval van Delmenhorst aan de hoofdtak in 1447. Tussen 1421 en 1447 dreigde het graafschap verloren te gaan, eerst aan het prins-aartsbisdom Bremen (1421-1434) en later aan het hertogdom Brunswijk-Lüneburg.
Het huis Oldenburg-Oldenburg was de hoofdlijn van het graafschap Oldenburg en dit kwam door het huwelijk van graaf Dirk van Oldenburg-Oldenburg met Adelheid van Oldenburg-Delmenhorst vereenvoudigde de terugkeer van het graafschap Delmenhorst in 1447 en zijn tweede huwelijk met Hedwig van Holstein maakt de weg vrij voor het koningschap in Denemarken in 1448.
De drie zonen van graaf Dirk vormden na zijn dood drie nieuwe takken.
1. Christiaan I van Denemarken  was graaf van Oldenburg tot 1440, maar na het bestijgen van de Deense troon in 1448, stond hij Oldenburg aan zijn jongere broer af.
2. Gerard, sinds 1448 graaf van Oldenburg
3. Maurits, sinds 1463 graaf van Delmenhorst

In 1482 bezette het prinsbisdom Münster het graafschap; een jaar later stierf deze tak uit. In 1547 weten de graven van Oldenburg Delmenhorst te heroveren op Münster.

### Herenigd Oldenburg
Bij de invoering van de kreitsen werden Oldenburg en Delmenhorst ingedeeld bij de Nederrijns-Westfaalse Kreits. De graven verloren in 1500 het land Dithmarschen en verwierven in 1514/23 Stadland en Butjadingen. In 1531 kreeg het graafschap een lagere status als rijksleen. Onder graaf Anton I (1529-1573) werd de Reformatie ingevoerd. In 1575 werd de heerlijkheid Jever bij testament verworven. Van 1575 tot 1647 ontstond er weer een zijlinie met Delmenhorst-Varel. In 1623 werd de heerlijkheid Kniphausen gekocht. Op 16 april 1649 werd er te Rendsburg een erfverdrag gesloten met de oudere takken. De successie werd toegezegd aan Denemarken en Holstein-Plön, terwijl de rechten van Holstein-Sonderburg werden genegeerd.
De laatste graaf uit deze tak, Anton Günther, overleed op 19 juni 1667. De bezittingen kwamen aan verschillende opvolgers:
- Ten gevolge van het erfverdrag uit 1649 kwamen de graafschappen Oldenburg en Delmenhorst aan Denemarken en Holstein-Plön.
- De heerlijkheid Jever kwam ten gevolge van het huwelijk van de zuster van Anton Günther, Magdalena, met Rudolf van Anhalt-Zerbst aan dat vorstendom.
- De heerlijkheden Varel en Kniphausen kwamen als erfgoed aan de onwettige zoon van Anton Günther, de graaf van Aldenburg.

- Gemeinsame Normdatei: 4043465-5